# Вулиця Заремби (Київ)
Ву́лиця Заре́мби — зникла вулиця, що існувала в Дніпровському районі міста Києва, місцевість Воскресенська слобідка. Пролягала від вулиці Валентина Сєрова до Райдужної вулиці.

## Історія
Вулиця виникла у 1-й половині ХХ століття під назвою Овідіопольська. Назву Заремби вулиця отримала 1961 року на честь українського музиканта В. І. Заремби. 
Ліквідована у другій половині 1970-х років у зв'язку зі знесенням старої забудови Воскресенської слобідки та частковим переплануванням місцевості.